# Arlette Grosso
 Arlette Grosso, née le 7 mars 1937, est une skieuse alpine française.

## Biographie
Elle dispute ses premiers championnats du monde en 1958 à Bad Gastein. Elle y obtient une 14e place en slalom géant.
En 1957, 1958 et 1959, elle est sacrée trois fois consécutivement championne de France de slalom à Morzine, Valloire et à Barèges.
En 1960, elle est alignée dans les 4 épreuves des jeux olympiques à Squaw Valley. Elle y obtient notamment une 10e place en combiné et une 14e place en descente.
Elle est sacrée double championne de France de slalom géant et de combiné en 1961 à Morzine.
Elle dispute ses seconds et derniers championnats du monde en 1962 à Chamonix, où elle termine 18e de la descente.

## Palmarès

### Jeux olympiques
| Épreuve / Édition    | Descente | Slalom géant | Slalom |
| -------------------- | -------- | ------------ | ------ |
| JO 1960 Squaw Valley | 14e      | 18e          | 22e    |

### Championnats du monde
| Épreuve / Édition         | Descente | Slalom géant | Slalom       | Combiné |
| ------------------------- | -------- | ------------ | ------------ | ------- |
| Mondiaux 1958 Bad Gastein | 22e      | 14e          | Disqualifiée | —       |
| JO 1960 Squaw Valley      | 14e      | 18e          | 22e          | 10e     |
| Mondiaux 1962 Chamonix    | 18e      | —            | —            | —       |

### Championnats de France Elite
| Édition / Epreuve          | Descente | Slalom géant | Slalom | Combiné |
| -------------------------- | -------- | ------------ | ------ | ------- |
| Championnats 1957 Morzine  | -        | -            | Or     | -       |
| Championnats 1958 Valloire | -        | -            | Or     | -       |
| Championnats 1959 Barèges  | -        | -            | Or     | -       |
| Championnats 1961 Morzine  | -        | Or           | -      | Or      |

## Articles annexes
- Meilleures performances françaises aux Championnats du monde de ski alpin
- Meilleures performances françaises en ski alpin aux Jeux olympiques